# FK Magnitogorsk
FK Magnitogorsk (ros. Футбольный клуб «Магнитогорск», Futbolnyj Kłub "Magnitogorsk") – rosyjski klub piłkarski z siedzibą w Magnitogorsku w obwodzie czelabińskim.

## Historia
Chronologia nazw:
- 1932—1938: Mietałłurg Wostoka Magnitogorsk (ros. «Металлург Востока» Магнитогорск)
- 1948—1996: Mietałłurg Magnitogorsk (ros. «Металлург» Магнитогорск)
- 1997: Magnitka Magnitogorsk (ros. «Магнитка» Магнитогорск)
- 1998—2005: Mietałłurg-Mietiznik Magnitogorsk (ros. «Металлург-Метизник» Магнитогорск)
- 2006—...: FK Magnitogorsk (ros. ФК «Магнитогорск»)

Piłkarska drużyna Mietałłurg Wostoka została założona w 1932 w mieście Magnitogorsk.
W latach 1937-1938 zespół startował w rozgrywkach Pucharu ZSRR.
W 1948 pod nazwą Mietałłurg Magnitogorsk debiutował w Drugiej Grupie, strefie 2 Mistrzostw ZSRR. W następnym roku zajął przedostatnie 13. miejsce i pożegnał się z rozgrywkami na szczeblu profesjonalnym. Potem występował tylko w rozgrywkach lokalnych. Dopiero w 1958 ponownie startował w Klasie B, strefie 5. W 1963 po reorganizacji systemu lig w ZSRR został zdegradowany do Klasy B, strefy 4, w której występował do 1967. Potem wywalczył awans i w 1968 startował w Drugiej Grupie A, podgrupie 3. W 1970 po kolejnej reorganizacji systemu lig spadł do niższej Klasy B, strefy 3, a potem powrócił do 3 ligi, która otrzymała nazwę Druga Liga.
W 1990 i 1991 występował w Drugiej Niższej Lidze.
W Mistrzostwach Rosji klub debiutował w Pierwszej Lidze, grupie centralnej, w której występował dwa sezony. W 1994 po reorganizacji systemu lig w Rosji został zdegradowany do Drugiej Ligi, grupy centralnej. W 1997 zmienił nazwę na Magnitka Magnitogorsk. W 1998 połączył się z klubem Mietiznik Magnitogorsk i pod nazwą Mietałłurg-Mietiznik Magnitogorsk występował w Drugiej Dywizji, strefie uralskiej. W 2004 roku występował w Amatorskiej Lidze.
Po sezonie 2005 ponownie spadł do Amatorskiej Ligi i przyjął nazwę FK Magnitogorsk.

## Sukcesy
- Klasa B ZSRR, strefa 4:
  - 3. miejsce: 1959
- Puchar ZSRR:
  - 1/32 finalista: 1937, 1968, 1985
- Rosyjska Pierwsza Liga, grupa centralna:
  - 15. miejsce: 1992
- Puchar Rosji:
  - 1/32 finalista: 1995

## Znani piłkarze
- / Chabib Ilaletdinow
- Władimir Gołubiew